# Rauhia decora
Rauhia decora är en amaryllisväxtart som beskrevs av Pierfelice Ravenna. Rauhia decora ingår i släktet Rauhia och familjen amaryllisväxter. Inga underarter finns listade i Catalogue of Life.